# Кровавое воскресенье (1969)

Первая полоса газеты «Хюрриет» о событиях кровавого воскресенья

Кровавое воскресенье (тур. Kanlı Pazar) — кульминация протестов против прибытия флота США и нападение ультраправых боевиков на демонстрацию жителей Стамбула 16 февраля 1969 года.

## История
Государственный переворот 1960 года, позволивший прийти к власти группе военных офицеров, вызвал недовольство у населения Турции. Подавление профсоюзного движения и подчинение политике США в регионе порождали антиправительственные и антиамериканские настроения в рабочей и молодёжной среде. Ко второй половине 1960-х эти настроения начали выливаться в открытые протесты против американской политики.
Прибытие Шестого флота США в Турцию вызвало массовые протесты, в том числе тридцатитысячную демонстрацию жителей Стамбула, двинувшуюся по направлению к площади Таксим. Нескольким тысячам протестующих удалось прорваться через полицейские кордоны, однако на прорвавшихся тут же напала большая группа ультраправых боевиков, вооружённых холодным оружием. Во время столкновения были убиты двое демонстрантов — Али Тургут и Дуран Эрдоган. Позднейший исследователь Фероз Ахмад определил события кровавого воскресенья как «пример организованного фашистского насилия».
Столкновения правых и левых были частым явлением в Турции в 1960—1970-е годы. Подобным атакам не раз подвергались левые, женские, профсоюзные и рабочие организации и издания. Ещё одним пиком ультраправого насилия стала бойня на площади Таксим в 1977 году, которая считается «вторым кровавым воскресеньем» в Турции.